# Toporu (gmina)
Toporu – gmina w Rumunii, w okręgu Giurgiu. Obejmuje miejscowości Tomulești i Toporu. W 2011 roku liczyła 2340 mieszkańców. 